# Billy Joel/Diskografie
Diese Diskografie ist eine Übersicht über die musikalischen Werke des US-amerikanischen Pop-Rock-Sängers Billy Joel. Den Quellenangaben zufolge hat er bisher mehr als 165 Millionen Tonträger verkauft, davon alleine in seiner Heimat über 142,7 Millionen, damit gehört er zu den erfolgreichsten Künstlern aller Zeiten. Seine erfolgreichste Veröffentlichung ist das Album Greatest Hits Volume I and II mit über 25,3 Millionen verkauften Einheiten.

## Alben

### Studioalben
| Jahr | Titel Musiklabel                                                     | Höchstplatzierung, Gesamtwochen, AuszeichnungChartplatzierungen (Jahr, Titel, Musiklabel, Platzierungen, Wochen, Auszeichnungen, Anmerkungen) | Höchstplatzierung, Gesamtwochen, AuszeichnungChartplatzierungen (Jahr, Titel, Musiklabel, Platzierungen, Wochen, Auszeichnungen, Anmerkungen) | Höchstplatzierung, Gesamtwochen, AuszeichnungChartplatzierungen (Jahr, Titel, Musiklabel, Platzierungen, Wochen, Auszeichnungen, Anmerkungen) | Höchstplatzierung, Gesamtwochen, AuszeichnungChartplatzierungen (Jahr, Titel, Musiklabel, Platzierungen, Wochen, Auszeichnungen, Anmerkungen) | Höchstplatzierung, Gesamtwochen, AuszeichnungChartplatzierungen (Jahr, Titel, Musiklabel, Platzierungen, Wochen, Auszeichnungen, Anmerkungen) | Anmerkungen |
| Jahr | Titel Musiklabel                                                     | DE | AT | CH | UK | US | Anmerkungen |
| ---- | -------------------------------------------------------------------- | --- | --- | --- | --- | --- | --- |
| 1971 | Cold Spring Harbor Family Productions (Famous Music)                 | — | — | — | UK95 a (1 Wo.)UK | US158 (7 Wo.)US | Erstveröffentlichung: 1. November 1971 Verkäufe: + 150.000                                                      |
| 1973 | Piano Man CBS Records (CBS)                                          | — | — | — | UK98 b (1 Wo.)UK | US27 ×5Fünffachplatin · (44 Wo.)US | Erstveröffentlichung: 9. November 1973 Verkäufe: + 5.357.500                                                    |
| 1974 | Streetlife Serenade CBS Records (CBS)                                | — | — | — | — | US35 Platin · (18 Wo.)US | Erstveröffentlichung: 11. Oktober 1974 Verkäufe: + 1.000.000                                                    |
| 1976 | Turnstiles CBS Records (CBS)                                         | — | — | — | — | US122 Platin · (12 Wo.)US | Erstveröffentlichung: 19. Mai 1976 Verkäufe: + 1.100.000                                                        |
| 1977 | The Stranger CBS Records (CBS)                                       | — | — | — | UK24 Gold · (40 Wo.)UK | US2 ×2Diamant + Doppelplatin · (139 Wo.)US | Erstveröffentlichung: 27. September 1977 Verkäufe: + 12.910.000                                                 |
| 1978 | 52nd Street CBS Records (CBS)                                        | DE19 (10 Wo.)DE | AT4 (12 Wo.)AT | — | UK10 Gold · (43 Wo.)UK | US1 ×7Siebenfachplatin · (76 Wo.)US | Erstveröffentlichung: 13. Oktober 1978 Verkäufe: + 7.925.000                                                    |
| 1980 | Glass Houses CBS Records (CBS)                                       | DE24 (12 Wo.)DE | AT4 (20 Wo.)AT | — | UK9 Gold · (24 Wo.)UK | US1 ×7Siebenfachplatin · (73 Wo.)US | Erstveröffentlichung: 12. März 1980 Verkäufe: + 8.145.000                                                       |
| 1982 | The Nylon Curtain CBS Records (CBS)                                  | DE34 (7 Wo.)DE | AT20 (2 Wo.)AT | — | UK27 (8 Wo.)UK | US7 ×2Doppelplatin · (35 Wo.)US | Erstveröffentlichung: 17. September 1982 Verkäufe: + 2.290.000                                                  |
| 1983 | An Innocent Man CBS Records (CBS)                                    | DE36 (23 Wo.)DE | — | — | UK2 ×3Dreifachplatin · (97 Wo.)UK | US4 ×8Achtfachplatin · (111 Wo.)US | Erstveröffentlichung: 8. August 1983 Verkäufe: + 9.490.000                                                      |
| 1986 | The Bridge CBS Records (CBS)                                         | DE34 (9 Wo.)DE | AT18 (4 Wo.)AT | CH22 (4 Wo.)CH | UK38 Silber · (10 Wo.)UK | US7 ×2Doppelplatin · (47 Wo.)US | Erstveröffentlichung: 29. Juli 1986 Verkäufe: + 2.620.000                                                       |
| 1989 | Storm Front CBS Records (CBS)                                        | DE5 Platin · (60 Wo.)DE | AT10 Gold · (18 Wo.)AT | CH30 (1 Wo.)CH | UK5 Platin · (25 Wo.)UK | US1 ×4Vierfachplatin · (69 Wo.)US | Erstveröffentlichung: 4. Oktober 1989 Verkäufe: + 5.435.000                                                     |
| 1993 | River of Dreams Columbia Records (Sony)                              | DE2 Platin · (33 Wo.)DE | AT2 Platin · (26 Wo.)AT | CH2 Platin · (28 Wo.)CH | UK3 Platin · (27 Wo.)UK | US1 ×5Fünffachplatin · (56 Wo.)US | Erstveröffentlichung: 20. Juli 1993 Verkäufe: + 6.740.000                                                       |
| 2001 | Fantasies & Delusions (Music for Solo Piano) Columbia Records (Sony) | — | — | — | — | US83 (1 Wo.)US | Erstveröffentlichung: 2. Oktober 2001 von Billy Joel geschriebene Instrumentalstücke, gespielt von Hyung-ki Joo |

grau schraffiert: keine Chartdaten aus diesem Jahr verfügbar

### Livealben
| Jahr | Titel Musiklabel                                                                               | Höchstplatzierung, Gesamtwochen, AuszeichnungChartplatzierungen (Jahr, Titel, Musiklabel, Platzierungen, Wochen, Auszeichnungen, Anmerkungen) | Höchstplatzierung, Gesamtwochen, AuszeichnungChartplatzierungen (Jahr, Titel, Musiklabel, Platzierungen, Wochen, Auszeichnungen, Anmerkungen) | Höchstplatzierung, Gesamtwochen, AuszeichnungChartplatzierungen (Jahr, Titel, Musiklabel, Platzierungen, Wochen, Auszeichnungen, Anmerkungen) | Höchstplatzierung, Gesamtwochen, AuszeichnungChartplatzierungen (Jahr, Titel, Musiklabel, Platzierungen, Wochen, Auszeichnungen, Anmerkungen) | Höchstplatzierung, Gesamtwochen, AuszeichnungChartplatzierungen (Jahr, Titel, Musiklabel, Platzierungen, Wochen, Auszeichnungen, Anmerkungen) | Anmerkungen                                                    |
| Jahr | Titel Musiklabel                                                                               | DE | AT | CH | UK | US | Anmerkungen                                                    |
| ---- | ---------------------------------------------------------------------------------------------- | --- | --- | --- | --- | --- | -------------------------------------------------------------- |
| 1981 | Songs in the Attic CBS Records (CBS)                                                           | DE51 (6 Wo.)DE | — | — | UK57 (3 Wo.)UK | US8 ×3Dreifachplatin · (27 Wo.)US | Erstveröffentlichung: 10. September 1981 Verkäufe: + 3.100.000 |
| 1987 | KOHЦEPT – Live in Leningrad CBS Records (CBS)                                                  | — | — | — | UK92 (1 Wo.)UK | US38 Platin · (18 Wo.)US | Erstveröffentlichung: 26. Oktober 1987 Verkäufe: + 1.160.000   |
| 2000 | 2000 Years – The Millennium Concert Columbia Records (Sony)                                    | DE64 (2 Wo.)DE | — | — | UK68 (1 Wo.)UK | US40 Gold · (8 Wo.)US | Erstveröffentlichung: 2. Mai 2000 Verkäufe: + 500.000          |
| 2006 | 12 Gardens Live Columbia Records (Sony)                                                        | DE80 (4 Wo.)DE | AT11 (6 Wo.)AT | — | UK95 (1 Wo.)UK | US14 (6 Wo.)US | Erstveröffentlichung: 9. Juni 2006                             |
| 2011 | Live at Shea Stadium: The Concert Columbia Records / Legacy Records (Sony)                     | DE41 (2 Wo.)DE | — | — | — | US35 (2 Wo.)US | Erstveröffentlichung: 8. März 2011                             |
| 2014 | A Matter of Trust: The Bridge to Russia – The Concert Columbia Records / Legacy Records (Sony) | — | — | — | — | US59 (1 Wo.)US | Erstveröffentlichung: 19. Mai 2014                             |
| 2022 | Live at Yankee Stadium – June 22 & 23, 1990 Columbia Records / Legacy Records (Sony)           | DE34 (1 Wo.)DE | — | — | — | — | Erstveröffentlichung: 4. November 2022                         |

grau schraffiert: keine Chartdaten aus diesem Jahr verfügbar

### Kompilationen
| Jahr | Titel Musiklabel                                                          | Höchstplatzierung, Gesamtwochen, AuszeichnungChartplatzierungen (Jahr, Titel, Musiklabel, Platzierungen, Wochen, Auszeichnungen, Anmerkungen) | Höchstplatzierung, Gesamtwochen, AuszeichnungChartplatzierungen (Jahr, Titel, Musiklabel, Platzierungen, Wochen, Auszeichnungen, Anmerkungen) | Höchstplatzierung, Gesamtwochen, AuszeichnungChartplatzierungen (Jahr, Titel, Musiklabel, Platzierungen, Wochen, Auszeichnungen, Anmerkungen) | Höchstplatzierung, Gesamtwochen, AuszeichnungChartplatzierungen (Jahr, Titel, Musiklabel, Platzierungen, Wochen, Auszeichnungen, Anmerkungen) | Höchstplatzierung, Gesamtwochen, AuszeichnungChartplatzierungen (Jahr, Titel, Musiklabel, Platzierungen, Wochen, Auszeichnungen, Anmerkungen) | Anmerkungen                                                    |
| Jahr | Titel Musiklabel                                                          | DE | AT | CH | UK | US | Anmerkungen                                                    |
| ---- | ------------------------------------------------------------------------- | --- | --- | --- | --- | --- | -------------------------------------------------------------- |
| 1985 | Greatest Hits Volume I and II CBS Records (CBS)                           | DE33 (11 Wo.)DE | AT30 Gold · (2 Wo.)AT | — | UK7 Platin · (39 Wo.)UK | US6 ×2×3Doppeldiamant + Dreifachplatin · (65 Wo.)US                                                                                           | Erstveröffentlichung: 2. September 1985 Verkäufe: + 25.210.000 |
| 1997 | Greatest Hits Volume III Columbia Records (Sony)                          | DE23 (10 Wo.)DE | AT7 (16 Wo.)AT | CH36 (6 Wo.)CH | UK23 Silber · (5 Wo.)UK | US9 Platin · (28 Wo.)US | Erstveröffentlichung: 19. August 1997 Verkäufe: + 1.352.500    |
| 2000 | The Ultimate Collection Columbia Records (Sony)                           | DE58 (8 Wo.)DE | — | — | UK4 Platin · (28 Wo.)UK | — | Erstveröffentlichung: 20. Dezember 2000 Verkäufe: + 810.000    |
| 2001 | The Essential Billy Joel Columbia Records (Sony)                          | — | — | — | UK— GoldUK | US15 ×4Vierfachplatin · (339 Wo.)US | Erstveröffentlichung: 2. Oktober 2001 Verkäufe: + 4.325.000    |
| 2002 | Early Sessions Delta Records                                              | — | — | — | — | — | Erstveröffentlichung: 2002 Hassles feat. Billy Joel            |
| 2004 | Piano Man: The Very Best of Billy Joel Columbia Records (Sony)            | DE93 (1 Wo.)DE | AT15 (8 Wo.)AT | — | UK7 ×5Fünffachplatin · (230 Wo.)UK | — | Erstveröffentlichung: 15. November 2004 Verkäufe: + 1.885.000  |
| 2010 | The Hits Columbia Records / Legacy Records (Sony)                         | — | — | — | — | US34 Gold · (28 Wo.)US | Erstveröffentlichung: 16. November 2010 Verkäufe: + 600.000    |
| 2010 | She’s Always a Woman – Lovesongs Columbia Records / Legacy Records (Sony) | — | — | — | — | — | Erstveröffentlichung: 2010                                     |
| 2012 | Opus Collection Columbia Records / Legacy Records (Sony)                  | — | — | — | — | US80 (3 Wo.)US | Erstveröffentlichung: März 2012                                |

## Singles

### Als Leadmusiker
| Jahr | Titel Album                                                   | Höchstplatzierung, Gesamtwochen, AuszeichnungChartplatzierungen (Jahr, Titel, Album, Platzierungen, Wochen, Auszeichnungen, Anmerkungen) | Höchstplatzierung, Gesamtwochen, AuszeichnungChartplatzierungen (Jahr, Titel, Album, Platzierungen, Wochen, Auszeichnungen, Anmerkungen) | Höchstplatzierung, Gesamtwochen, AuszeichnungChartplatzierungen (Jahr, Titel, Album, Platzierungen, Wochen, Auszeichnungen, Anmerkungen) | Höchstplatzierung, Gesamtwochen, AuszeichnungChartplatzierungen (Jahr, Titel, Album, Platzierungen, Wochen, Auszeichnungen, Anmerkungen) | Höchstplatzierung, Gesamtwochen, AuszeichnungChartplatzierungen (Jahr, Titel, Album, Platzierungen, Wochen, Auszeichnungen, Anmerkungen) | Höchstplatzierung, Gesamtwochen, AuszeichnungChartplatzierungen (Jahr, Titel, Album, Platzierungen, Wochen, Auszeichnungen, Anmerkungen) | Anmerkungen |
| Jahr | Titel Album                                                   | DE | AT | CH | UK | US | A. C. | Anmerkungen |
| ---- | ------------------------------------------------------------- | --- | --- | --- | --- | --- | --- | --- |
| 1971 | She’s Got a Way Cold Spring Harbor                            | — | — | — | — | — | — | Erstveröffentlichung: Dezember 1971                                                                                                  |
| 1972 | Tomorrow Is Today Cold Spring Harbor                          | — | — | — | — | — | — | Erstveröffentlichung: März 1972 |
| 1973 | Nocturne Cold Spring Harbor                                   | — | — | — | — | — | — | Erstveröffentlichung: Januar 1973 |
| 1973 | Why Judy Why Cold Spring Harbor                               | — | — | — | — | — | — | Erstveröffentlichung: Mai 1973 |
| 1973 | Piano Man                                                     | DE— GoldDE | — | — | UK— ×2DoppelplatinUK | US25 ×8Achtfachplatin · (14 Wo.)US | A. C.4 (14 Wo.)A. C. | Erstveröffentlichung: 30. Oktober 1973 Verkäufe: + 9.780.000                                                                         |
| 1974 | Worse Comes to Worst Piano Man                                | — | — | — | — | US80 (4 Wo.)US | — | Erstveröffentlichung: 21. Mai 1974                                                                                                   |
| 1974 | Travelin’ Prayer Piano Man                                    | — | — | — | — | US77 (4 Wo.)US | A. C.31 (7 Wo.)A. C. | Erstveröffentlichung: 7. Juli 1974                                                                                                   |
| 1974 | The Entertainer Streetlife Serenade                           | — | — | — | — | US34 (10 Wo.)US | A. C.30 (9 Wo.)A. C. | Erstveröffentlichung: 31. Oktober 1974                                                                                               |
| 1975 | The Ballad of Billy the Kid Piano Man                         | — | — | — | — | — | — | Erstveröffentlichung: 23. Januar 1975                                                                                                |
| 1975 | If I Only Had the Words (To Tell You) Piano Man               | — | — | — | — | — | — | Erstveröffentlichung: 18. April 1975                                                                                                 |
| 1976 | James Turnstiles                                              | — | — | — | — | — | — | Erstveröffentlichung: 7. Oktober 1976                                                                                                |
| 1977 | Say Goodbye to Hollywood Turnstiles                           | — | — | — | — | — | — | Erstveröffentlichung: 13. April 1977                                                                                                 |
| 1977 | Just the Way You Are The Stranger                             | — | — | — | UK19 Silber · (9 Wo.)UK | US3 ×3Dreifachplatin · (27 Wo.)US | A. C.1 (23 Wo.)A. C. | Erstveröffentlichung: 30. Juli 1977 Verkäufe: + 3.215.000                                                                            |
| 1978 | Movin’ Out (Anthony’s Song) The Stranger                      | — | — | — | UK35 (6 Wo.)UK | US17 ×2Doppelplatin · (14 Wo.)US | A. C.40 (4 Wo.)A. C. | Erstveröffentlichung: 23. März 1978 Verkäufe: + 2.015.000                                                                            |
| 1978 | Only the Good Die Young The Stranger                          | — | — | — | — | US24 ×3Dreifachplatin · (13 Wo.)US | — | Erstveröffentlichung: 5. Mai 1978 Verkäufe: + 3.015.000                                                                              |
| 1978 | She’s Always a Woman The Stranger                             | — | AT37 (4 Wo.)AT | — | UK29 ×2Doppelplatin · (7 Wo.)UK | US17 ×2Doppelplatin · (15 Wo.)US | A. C.2 (23 Wo.)A. C. | Erstveröffentlichung: 4. Juli 1978 Verkäufe: + 3.305.000 im UK erst 2010, in AT erst 2011 platziert                                  |
| 1978 | The Stranger                                                  | — | — | — | — | US— GoldUS | — | Erstveröffentlichung: 1978 Verkäufe: + 500.000                                                                                       |
| 1978 | My Life 52nd Street                                           | — | AT11 (12 Wo.)AT | CH4 (8 Wo.)CH | UK12 Silber (Physisch) + Gold (Digital) · (15 Wo.)UK                                                                                     | US3 ×3Dreifachplatin · (19 Wo.)US | A. C.2 (18 Wo.)A. C. | Erstveröffentlichung: Oktober 1978 Verkäufe: + 3.740.000                                                                             |
| 1979 | Big Shot 52nd Street                                          | — | — | — | — | US14 Gold · (11 Wo.)US | — | Erstveröffentlichung: 12. Januar 1979 Verkäufe: + 500.000                                                                            |
| 1979 | Until the Night 52nd Street                                   | — | — | — | UK50 (3 Wo.)UK | — | — | Erstveröffentlichung: März 1979 |
| 1979 | Honesty 52nd Street                                           | — | — | — | — | US24 Gold · (11 Wo.)US | A. C.9 (13 Wo.)A. C. | Erstveröffentlichung: 13. April 1979 Verkäufe: + 1.150.000                                                                           |
| 1980 | You May Be Right Glass Houses                                 | — | — | — | — | US7 Platin · (15 Wo.)US | A. C.48 (1 Wo.)A. C. | Erstveröffentlichung: März 1980 Verkäufe: + 1.000.000                                                                                |
| 1980 | All for Leyna Glass Houses                                    | — | — | — | UK40 (4 Wo.)UK | — | — | Erstveröffentlichung: März 1980 |
| 1980 | It’s Still Rock and Roll to Me Glass Houses                   | — | — | — | UK14 Silber · (11 Wo.)UK | US1 ×4Vierfachplatin · (21 Wo.)US | A. C.45 (5 Wo.)A. C. | Erstveröffentlichung: Mai 1980 Verkäufe: + 4.215.000                                                                                 |
| 1980 | Don’t Ask Me Why Glass Houses                                 | — | — | — | — | US19 Gold · (15 Wo.)US | A. C.1 (18 Wo.)A. C. | Erstveröffentlichung: Juli 1980 Verkäufe: + 500.000                                                                                  |
| 1980 | Sometimes a Fantasy Glass Houses                              | — | — | — | — | US36 (9 Wo.)US | — | Erstveröffentlichung: September 1980                                                                                                 |
| 1981 | Say Goodbye to Hollywood (live) Songs in the Attic            | — | — | — | — | US17 (15 Wo.)US | A. C.35 (5 Wo.)A. C. | Erstveröffentlichung: 30. August 1981                                                                                                |
| 1981 | She’s Got a Way (live) Songs in the Attic                     | — | — | — | — | US23 (14 Wo.)US | A. C.4 (19 Wo.)A. C. | Erstveröffentlichung: 7. November 1981                                                                                               |
| 1982 | You’re My Home Piano Man                                      | — | — | — | — | — | — | Erstveröffentlichung: 1982 |
| 1982 | Pressure The Nylon Curtain                                    | — | — | — | — | US20 Gold · (17 Wo.)US | — | Erstveröffentlichung: September 1982 Verkäufe: + 500.000                                                                             |
| 1982 | Allentown The Nylon Curtain                                   | — | — | — | — | US17 Gold · (22 Wo.)US | — | Erstveröffentlichung: September 1982 Verkäufe: + 500.000                                                                             |
| 1983 | Goodnight Saigon The Nylon Curtain                            | — | — | — | UK29 (7 Wo.)UK | US56 (7 Wo.)US | — | Erstveröffentlichung: Februar 1983 Verkäufe: + 100.000 in UK 1984 als Doppel-A-Single mit Leave a Tender Moment Alone veröffentlicht |
| 1983 | Tell Her About It An Innocent Man                             | — | — | — | UK4 Silber · (12 Wo.)UK | US1 Platin · (18 Wo.)US | A. C.1 (19 Wo.)A. C. | Erstveröffentlichung: 28. Juli 1983 Verkäufe: + 1.250.000                                                                            |
| 1983 | Uptown Girl An Innocent Man                                   | DE18 Gold · (13 Wo.)DE | AT18 (2 Wo.)AT | — | UK1 ×3Dreifachplatin · (18 Wo.)UK | US3 ×6Sechsfachplatin · (22 Wo.)US | A. C.2 (19 Wo.)A. C. | Erstveröffentlichung: 29. September 1983 Verkäufe: + 8.505.000                                                                       |
| 1983 | An Innocent Man                                               | — | — | — | UK8 Silber · (10 Wo.)UK | US10 (18 Wo.)US | A. C.1 (21 Wo.)A. C. | Erstveröffentlichung: Dezember 1983 Verkäufe: + 200.000                                                                              |
| 1984 | The Longest Time An Innocent Man                              | — | — | — | UK25 Silber · (9 Wo.)UK | US14 ×2Doppelplatin · (18 Wo.)US | A. C.1 (21 Wo.)A. C. | Erstveröffentlichung: März 1984 Verkäufe: + 2.215.000                                                                                |
| 1984 | Leave a Tender Moment Alone An Innocent Man                   | — | — | — | UK*UK | US27 (15 Wo.)US | A. C.1 (18 Wo.)A. C. | Erstveröffentlichung: Juni 1984 *: siehe Goodnight Saigon                                                                            |
| 1984 | This Night An Innocent Man                                    | — | — | — | UK78 (4 Wo.)UK | — | — | Erstveröffentlichung: November 1984                                                                                                  |
| 1984 | Keeping the Faith An Innocent Man                             | — | — | — | — | US18 (16 Wo.)US | A. C.3 (19 Wo.)A. C. | Erstveröffentlichung: Dezember 1984                                                                                                  |
| 1985 | You’re Only Human (Second Wind) Greatest Hits Volume I and II | — | — | — | UK94 (2 Wo.)UK | US9 (16 Wo.)US | A. C.2 (19 Wo.)A. C. | Erstveröffentlichung: Juli 1985 |
| 1985 | The Night Is Still Young –                                    | — | — | — | — | US34 (10 Wo.)US | A. C.13 (8 Wo.)A. C. | Erstveröffentlichung: September 1985                                                                                                 |
| 1986 | She’s Always a Woman / Just the Way You Are –                 | — | — | — | UK53 (3 Wo.)UK | — | — | Erstveröffentlichung: Januar 1986 |
| 1986 | Modern Woman The Bridge                                       | — | — | — | — | US10 (15 Wo.)US | A. C.7 (12 Wo.)A. C. | Erstveröffentlichung: Mai 1986 |
| 1986 | A Matter of Trust The Bridge                                  | — | — | — | UK52 (7 Wo.)UK | US10 Gold · (18 Wo.)US | A. C.17 (13 Wo.)A. C. | Erstveröffentlichung: Juli 1986 Verkäufe: + 535.000                                                                                  |
| 1986 | This Is the Time The Bridge                                   | — | — | — | — | US18 (17 Wo.)US | A. C.1 (20 Wo.)A. C. | Erstveröffentlichung: November 1986                                                                                                  |
| 1987 | Baby Grand The Bridge                                         | — | — | — | — | US75 (7 Wo.)US | A. C.3 (15 Wo.)A. C. | Erstveröffentlichung: März 1987 feat. Ray Charles                                                                                    |
| 1987 | Back in the U.S.S.R. (live) KOHЦEPT – Live in Leningrad       | — | — | — | — | — | — | Erstveröffentlichung: 1987 |
| 1989 | We Didn’t Start the Fire Storm Front                          | DE4 Gold · (23 Wo.)DE | AT7 (12 Wo.)AT | — | UK7 ×2Doppelplatin · (10 Wo.)UK | US1 ×6Sechsfachplatin · (19 Wo.)US | A. C.5 (18 Wo.)A. C. | Erstveröffentlichung: 18. September 1989 Verkäufe: + 7.755.000                                                                       |
| 1989 | Leningrad Storm Front                                         | DE14 (22 Wo.)DE | — | — | UK53 (5 Wo.)UK | — | — | Erstveröffentlichung: November 1989                                                                                                  |
| 1989 | I Go to Extremes Storm Front                                  | DE36 (12 Wo.)DE | — | — | UK70 (4 Wo.)UK | US6 (16 Wo.)US | A. C.4 (17 Wo.)A. C. | Erstveröffentlichung: Dezember 1989                                                                                                  |
| 1990 | The Downeaster ‘Alexa’ Storm Front                            | — | — | — | UK76 (4 Wo.)UK | US57 Gold · (8 Wo.)US | A. C.18 (11 Wo.)A. C. | Erstveröffentlichung: April 1990 Verkäufe: + 500.000                                                                                 |
| 1990 | That’s Not Her Style Storm Front                              | — | — | — | UK97 (1 Wo.)UK | US77 (6 Wo.)US | — | Erstveröffentlichung: Juli 1990 |
| 1990 | And So It Goes Storm Front                                    | — | — | — | — | US37 Gold · (12 Wo.)US | A. C.5 (25 Wo.)A. C. | Erstveröffentlichung: Oktober 1990 Verkäufe: + 500.000                                                                               |
| 1991 | Shameless Storm Front                                         | — | — | — | — | — | A. C.40 (6 Wo.)A. C. | Erstveröffentlichung: 1991 |
| 1992 | All Shook Up …aber nicht mit meiner Braut (OST)               | DE52 (11 Wo.)DE | — | — | UK27 (4 Wo.)UK | US92 (3 Wo.)US | A. C.15 (14 Wo.)A. C. | Erstveröffentlichung: August 1992 |
| 1993 | The River of Dreams River of Dreams                           | DE4 Gold · (34 Wo.)DE | AT2 Gold · (17 Wo.)AT | CH2 (23 Wo.)CH | UK3 Silber · (14 Wo.)UK | US3 Platin · (27 Wo.)US | A. C.1 (40 Wo.)A. C. | Erstveröffentlichung: 19. Juli 1993 Verkäufe: + 1.675.000                                                                            |
| 1993 | All About Soul River of Dreams                                | DE51 (17 Wo.)DE | — | — | UK32 (4 Wo.)UK | US29 (20 Wo.)US | A. C.6 (26 Wo.)A. C. | Erstveröffentlichung: 25. Oktober 1993                                                                                               |
| 1994 | No Man’s Land River of Dreams                                 | — | — | — | UK50 (4 Wo.)UK | — | — | Erstveröffentlichung: 14. Februar 1994                                                                                               |
| 1994 | Lullabye (Goodnight, My Angel) River of Dreams                | — | — | — | — | US77 Platin · (8 Wo.)US | A. C.18 (20 Wo.)A. C. | Erstveröffentlichung: März 1994 |
| 1997 | To Make You Feel My Love Greatest Hits Volume III             | — | — | — | — | US50 (9 Wo.)US | A. C.9 (9 Wo.)A. C. | Erstveröffentlichung: Juli 1997 |
| 1997 | Hey Girl Greatest Hits Volume III                             | — | — | — | — | — | A. C.13 (18 Wo.)A. C. | Erstveröffentlichung: 1997 |
| 2007 | All My Life –                                                 | — | — | — | — | — | — | Erstveröffentlichung: Februar 2007                                                                                                   |
| 2024 | Turn the Lights Back On –                                     | — | — | — | — | US62 (1 Wo.)US | A. C.7 (26 Wo.)A. C. | Erstveröffentlichung: 1. Februar 2024                                                                                                |

grau schraffiert: keine Chartdaten aus diesem Jahr verfügbar

### Als Gastmusiker
| Jahr | Titel Album                                                             | Höchstplatzierung, Gesamtwochen, AuszeichnungChartplatzierungen (Jahr, Titel, Album, Platzierungen, Wochen, Auszeichnungen, Anmerkungen) | Höchstplatzierung, Gesamtwochen, AuszeichnungChartplatzierungen (Jahr, Titel, Album, Platzierungen, Wochen, Auszeichnungen, Anmerkungen) | Höchstplatzierung, Gesamtwochen, AuszeichnungChartplatzierungen (Jahr, Titel, Album, Platzierungen, Wochen, Auszeichnungen, Anmerkungen) | Höchstplatzierung, Gesamtwochen, AuszeichnungChartplatzierungen (Jahr, Titel, Album, Platzierungen, Wochen, Auszeichnungen, Anmerkungen) | Höchstplatzierung, Gesamtwochen, AuszeichnungChartplatzierungen (Jahr, Titel, Album, Platzierungen, Wochen, Auszeichnungen, Anmerkungen) | Höchstplatzierung, Gesamtwochen, AuszeichnungChartplatzierungen (Jahr, Titel, Album, Platzierungen, Wochen, Auszeichnungen, Anmerkungen) | Anmerkungen                                              |
| Jahr | Titel Album                                                             | DE | AT | CH | UK | US | A. C. | Anmerkungen                                              |
| ---- | ----------------------------------------------------------------------- | --- | --- | --- | --- | --- | --- | -------------------------------------------------------- |
| 2001 | New York State of Mind Playin’ With My Friends: Bennett Sings The Blues | — | — | — | — | — | — | Erstveröffentlichung: 2001 Tony Bennett feat. Billy Joel |

## Videoalben
| Jahr | Titel                                   | Höchstplatzierung, Gesamtwochen, AuszeichnungChartplatzierungen (Jahr, Titel, Platzierungen, Wochen, Auszeichnungen, Anmerkungen) | Höchstplatzierung, Gesamtwochen, AuszeichnungChartplatzierungen (Jahr, Titel, Platzierungen, Wochen, Auszeichnungen, Anmerkungen) | Höchstplatzierung, Gesamtwochen, AuszeichnungChartplatzierungen (Jahr, Titel, Platzierungen, Wochen, Auszeichnungen, Anmerkungen) | Höchstplatzierung, Gesamtwochen, AuszeichnungChartplatzierungen (Jahr, Titel, Platzierungen, Wochen, Auszeichnungen, Anmerkungen) | Höchstplatzierung, Gesamtwochen, AuszeichnungChartplatzierungen (Jahr, Titel, Platzierungen, Wochen, Auszeichnungen, Anmerkungen) | Anmerkungen                                                 |
| Jahr | Titel                                   | DE | AT | CH | UK | US | Anmerkungen                                                 |
| ---- | --------------------------------------- | --- | --- | --- | --- | --- | ----------------------------------------------------------- |
| 1983 | Billy Joel: Live from Long Island       | — | — | — | — | US2 (? Wo.)US | Erstveröffentlichung: 29. Mai 1983                          |
| 1986 | The Video Album I                       | — | — | — | — | US2 Gold · (? Wo.)US | Erstveröffentlichung: 22. Oktober 1986 Verkäufe: + 50.000   |
| 1986 | The Video Album II                      | — | — | — | — | US4 Gold · (? Wo.)US | Erstveröffentlichung: 22. November 1986 Verkäufe: + 50.000  |
| 1990 | Eye of the Storm                        | — | — | — | — | US16 Gold · (? Wo.)US | Erstveröffentlichung: 15. Mai 1990 Verkäufe: + 50.000       |
| 1990 | Live at Yankee Stadium                  | — | — | — | — | US15 Platin · (? Wo.)US | Erstveröffentlichung: 21. November 1990 Verkäufe: + 130.000 |
| 1991 | Live From Leningrad, U.S.S.R.           | — | — | — | — | — | Erstveröffentlichung: 1991                                  |
| 1993 | Shades of Grey                          | — | — | — | UK22 (6 Wo.)UK | — | Erstveröffentlichung: 1993                                  |
| 1997 | Greatest Hits Volume III: The Video     | — | — | — | UK48 (1 Wo.)UK | US24 Gold · (? Wo.)US | Erstveröffentlichung: 13. Oktober 1997 Verkäufe: + 50.000   |
| 2001 | The Essential Video Collection          | — | — | — | UK— GoldUK | US17 Gold · (? Wo.)US | Erstveröffentlichung: 20. November 2001 Verkäufe: + 150.000 |
| 2004 | The Ultimate Collection                 | — | — | — | UK20 (7 Wo.)UK | — | Erstveröffentlichung: 2004                                  |
| 2008 | The Stranger – 30th Anniversary Edition | — | — | — | — | — | Erstveröffentlichung: 8. Juli 2008                          |
| 2011 | Live at Shea Stadium: The Concert       | — | — | — | UK16 (38 Wo.)UK | US1 (? Wo.)US | Erstveröffentlichung: 8. März 2011 Verkäufe: + 30.000       |

## Boxsets
| Jahr | Titel Musiklabel                                                                             | Höchstplatzierung, Gesamtwochen, AuszeichnungChartplatzierungen (Jahr, Titel, Musiklabel, Platzierungen, Wochen, Auszeichnungen, Anmerkungen) | Höchstplatzierung, Gesamtwochen, AuszeichnungChartplatzierungen (Jahr, Titel, Musiklabel, Platzierungen, Wochen, Auszeichnungen, Anmerkungen) | Höchstplatzierung, Gesamtwochen, AuszeichnungChartplatzierungen (Jahr, Titel, Musiklabel, Platzierungen, Wochen, Auszeichnungen, Anmerkungen) | Höchstplatzierung, Gesamtwochen, AuszeichnungChartplatzierungen (Jahr, Titel, Musiklabel, Platzierungen, Wochen, Auszeichnungen, Anmerkungen) | Höchstplatzierung, Gesamtwochen, AuszeichnungChartplatzierungen (Jahr, Titel, Musiklabel, Platzierungen, Wochen, Auszeichnungen, Anmerkungen) | Anmerkungen                                                  |
| Jahr | Titel Musiklabel                                                                             | DE | AT | CH | UK | US | Anmerkungen                                                  |
| ---- | -------------------------------------------------------------------------------------------- | --- | --- | --- | --- | --- | ------------------------------------------------------------ |
| 1979 | Billy Joel Box Set CBS Records (CBS)                                                         | — | — | — | — | — | Erstveröffentlichung: 1979                                   |
| 1990 | Souvenir: The Ultimate Collection                                                            | — | — | — | — | — | Erstveröffentlichung: Dezember 1990                          |
| 1994 | A Voyage on the River of Dreams                                                              | — | — | — | — | — | Erstveröffentlichung: 1994                                   |
| 1997 | The Complete Hits Collection: 1973–1997 auch bekannt als: Greatest Hits Volume I, II and III | — | — | — | UK33 (4 Wo.)UK | US— ×2DoppelplatinUS | Erstveröffentlichung: 13. Oktober 1997 Verkäufe: + 2.007.500 |
| 2005 | My Lives                                                                                     | — | — | — | — | US171 (2 Wo.)US | Erstveröffentlichung: 22. November 2005                      |
| 2021 | The Vinyl Collection Vol.1                                                                   | DE65 (1 Wo.)DE | — | — | — | — | Erstveröffentlichung: 5. November 2021                       |

grau schraffiert: keine Chartdaten aus diesem Jahr verfügbar

## Sonderveröffentlichungen

### Kompilationen
| Jahr | Titel Musiklabel              | Anmerkungen                                                  |
| ---- | ----------------------------- | ------------------------------------------------------------ |
| 1977 | Souvenir CBS Records (CBS)    | Erstveröffentlichung: 1977 Promoveröffentlichung             |
| 1979 | Now Playing CBS Records (CBS) | Erstveröffentlichung: 1979 Promoveröffentlichung             |
| 1988 | Starbox CBS Records (CBS)     | Erstveröffentlichung: 26. August 1988 Teil der Reihe Starbox |
| 1999 | Early Years 1 Rock & Melody   | Erstveröffentlichung: 1999 nur in Tschechien veröffentlicht  |
| 1999 | Early Years 2 Rock & Melody   | Erstveröffentlichung: 1999 nur in Tschechien veröffentlicht  |

### Boxsets
| Jahr | Titel Musiklabel                                                 | Anmerkungen                                                          |
| ---- | ---------------------------------------------------------------- | -------------------------------------------------------------------- |
| 1982 | Piano Man / Streetlife Serenade CBS Records (CBS)                | Erstveröffentlichung: 1982 Teil der Reihe 2 Records On 1 Cassette    |
| 1988 | Streetlife Serenade / 52nd Street CBS Records (CBS)              | Erstveröffentlichung: 1988 Teil der Reihe Two Originals              |
| 1989 | An Innocent Man / The Stranger CBS Records (CBS)                 | Erstveröffentlichung: November 1989 Teil der Reihe Double Nice Price |
| 1998 | Bridge / Storm Front / The Nylon Curtain Columbia Records (Sony) | Erstveröffentlichung: 1998 Teil der Reihe 3 Pak                      |
| 2000 | An Innocent Man / River of Dreams Columbia Records (Sony)        | Erstveröffentlichung: 2000 Teil der Reihe x2                         |

## Statistik

### Chartauswertung
|                     | DE     | AT     | CH    | UK     | US     |
| ------------------- | ------ | ------ | ----- | ------ | ------ |
| Nummer-eins-Alben   | DE—DE  | AT—AT  | CH—CH | UK—UK  | US4US  |
| Top-10-Alben        | DE2DE  | AT5AT  | CH1CH | UK8UK  | US11US |
| Alben in den Charts | DE17DE | AT11AT | CH4CH | UK19UK | US25US |

|                       | DE    | AT    | CH    | UK     | US     | A. C.        |
| --------------------- | ----- | ----- | ----- | ------ | ------ | ------------ |
| Nummer-eins-Singles   | DE—DE | AT—AT | CH—CH | UK1UK  | US3US  | A. C.8A. C.  |
| Top-10-Singles        | DE2DE | AT2AT | CH2CH | UK5UK  | US13US | A. C.24A. C. |
| Singles in den Charts | DE7DE | AT5AT | CH2CH | UK25UK | US43US | A. C.37A. C. |

|                          | DE    | AT    | CH    | UK    | US    |
| ------------------------ | ----- | ----- | ----- | ----- | ----- |
| Nummer-eins-Videoalben   | DE—DE | AT—AT | CH—CH | UK—UK | US1US |
| Top-10-Videoalben        | DE—DE | AT—AT | CH—CH | UK—UK | US4US |
| Videoalben in den Charts | DE—DE | AT—AT | CH—CH | UK4UK | US8US |

### Auszeichnungen für Musikverkäufe
| Land/RegionAuszeichnungen für Musikverkäufe (Land/Region, Auszeichnungen, Verkäufe, Quellen) | Silber       | Gold       | Platin         | Diamant     | Verkäufe    | Quellen                           |
| -------------------------------------------------------------------------------------------- | ------------ | ---------- | -------------- | ----------- | ----------- | --------------------------------- |
| Australien (ARIA)                                                                            | —            | 3× Gold3   | 59× Platin59   | —           | 3.504.500   | aria.com.au                       |
| Dänemark (IFPI)                                                                              | —            | 4× Gold4   | 2× Platin2     | —           | 325.000     | ifpi.dk                           |
| Deutschland (BVMI)                                                                           | —            | 4× Gold4   | 2× Platin2     | —           | 2.100.000   | musikindustrie.de                 |
| Frankreich (SNEP)                                                                            | 2× Silber2   | 4× Gold4   | —              | —           | 1.050.000   | infodisc.fr snepmusique.com       |
| Hongkong (IFPI/HKRIA)                                                                        | —            | 3× Gold3   | Platin1        | —           | 50.000      | ifpihk.org                        |
| Irland (IRMA)                                                                                | —            | —          | 3× Platin3     | —           | 45.000      | Einzelnachweise                   |
| Italien (FIMI)                                                                               | —            | Gold1      | —              | —           | 50.000      | fimi.it                           |
| Japan (RIAJ)                                                                                 | —            | 7× Gold7   | 6× Platin6     | —           | 1.900.000   | riaj.or.jp JP2                    |
| Kanada (MC)                                                                                  | —            | 5× Gold5   | 30× Platin30   | —           | 3.728.000   | musiccanada.com                   |
| Mexiko (AMPROFON)                                                                            | —            | 2× Gold2   | —              | —           | 80.000      | amprofon.com.mx                   |
| Neuseeland (RMNZ)                                                                            | —            | 9× Gold9   | 51× Platin51   | —           | 1.267.500   | aotearoamusiccharts.co.nz NZ2 NZ3 |
| Niederlande (NVPI)                                                                           | —            | 5× Gold5   | Platin1        | —           | 400.000     | nvpi.nl                           |
| Norwegen (IFPI)                                                                              | —            | 2× Gold2   | —              | —           | 45.000      | ifpi.no                           |
| Österreich (IFPI)                                                                            | —            | 3× Gold3   | Platin1        | —           | 125.000     | ifpi.at                           |
| Portugal (AFP)                                                                               | —            | Gold1      | —              | —           | 5.000       | Einzelnachweise                   |
| Schweden (IFPI)                                                                              | —            | 3× Gold3   | —              | —           | 105.000     | sverigetopplistan.se              |
| Schweiz (IFPI)                                                                               | —            | —          | Platin1        | —           | 50.000      | hitparade.ch                      |
| Spanien (Promusicae)                                                                         | —            | —          | 2× Platin2     | —           | 120.000     | elportaldemusica.es               |
| Südafrika (RISA)                                                                             | —            | —          | Platin1        | —           | 50.000      | Einzelnachweise                   |
| Vereinigte Staaten (RIAA)                                                                    | —            | 16× Gold16 | 108× Platin108 | 3× Diamant3 | 142.700.000 | riaa.com                          |
| Vereinigtes Königreich (BPI)                                                                 | 11× Silber11 | 6× Gold6   | 24× Platin24   | —           | 13.055.000  | bpi.co.uk                         |
| Insgesamt                                                                                    | 12× Silber12 | 80× Gold80 | 291× Platin291 | 3× Diamant3 |             |                                   |